# Fußballer des Jahres in Spanien
Der Titel Fußballer des Jahres wurde in Spanien von verschiedenen Zeitungen und dem spanischen Ligaverband vergeben.
Die Zeitung Don Balón kürte von 1976 bis zu ihrer Einstellung im Jahr 2010 jede Saison den besten spanischen Spieler, den besten ausländischen Spieler und den besten Trainer der Primera División.
Zwischen 1990 und 2002 vergab zudem die spanische Zeitung El País aus Madrid Titel solcher Art. Sie ehrte den besten spanischen Spieler, den besten ausländischen Spieler, den besten Nachwuchsspieler und den besten Trainer der Saison. Seit 2008 zeichnet die Sportzeitung Marca den besten Spieler der Primera División mit der sogenannten Alfredo-Di-Stéfano-Trophäe aus, seit 2017 wird zudem ein MVP-Titel für die beste Spielerin der Saison vergeben. Zwischen 2009 und 2016 wurden der beste Spieler und Nachwuchsspieler der Primera División auch vom spanischen Ligaverband im Rahmen der LFP Awards ausgezeichnet.

## Don Balón (1976–2010)
| Jahr | Bester spanischer Spieler              | Bester ausländischer Spieler         |
| ---- | -------------------------------------- | ------------------------------------ |
| 1976 | Miguel Angel (Real Madrid)             | Johan Neeskens (FC Barcelona)        |
| 1977 | Juanito (Real Burgos CF)               | Johan Cruyff (FC Barcelona)          |
| 1978 | Migueli (FC Barcelona)                 | Johan Cruyff (FC Barcelona)          |
| 1979 | Quini (Sporting Gijón)                 | Uli Stielike (Real Madrid)           |
| 1980 | Rafael Gordillo (Betis Sevilla)        | Uli Stielike (Real Madrid)           |
| 1981 | Urruti (Espanyol Barcelona)            | Uli Stielike (Real Madrid)           |
| 1982 | Miguel Tendillo (FC Valencia)          | Uli Stielike (Real Madrid)           |
| 1983 | Juan Señor (Real Saragossa)            | Juan Barbas (Real Saragossa)         |
| 1984 | Cervantes (Real Murcia)                | Juan Barbas (Real Saragossa)         |
| 1985 | Migueli (FC Barcelona)                 | Bernd Schuster (FC Barcelona)        |
| 1986 | José Miguel González (Real Madrid)     | Jorge Valdano (Real Madrid)          |
| 1987 | Andoni Zubizarreta (FC Barcelona)      | Hugo Sánchez (Real Madrid)           |
| 1988 | Juan Antonio Larrañaga (Real Sociedad) | Alemão (Atlético Madrid)             |
| 1989 | Fernando (FC Valencia)                 | Oscar Ruggeri (CD Logroñés)          |
| 1990 | Rafael Martín Vázquez (Real Madrid)    | Hugo Sánchez (Real Madrid)           |
| 1991 | Jon Andoni Goikoetxea (FC Barcelona)   | Bernd Schuster (Atlético Madrid)     |
| 1992 | Agustín Elduayen (Real Burgos CF)      | Michael Laudrup (FC Barcelona)       |
| 1993 | Fran (Deportivo La Coruña)             | Miroslav Đukić (Deportivo La Coruña) |
| 1994 | Julen Guerrero (Athletic Bilbao)       | Christo Stoitschkow (FC Barcelona)   |
| 1995 | José Emilio Amavisca (Real Madrid)     | Iván Zamorano (Real Madrid)          |
| 1996 | José Luis Caminero (Atlético Madrid)   | Predrag Mijatović (FC Valencia)      |
| 1997 | Raúl (Real Madrid)                     | Ronaldo (FC Barcelona)               |
| 1998 | Alfonso (Betis Sevilla)                | Rivaldo (FC Barcelona)               |
| 1999 | Raúl (Real Madrid)                     | Luís Figo (FC Barcelona)             |
| 2000 | Raúl (Real Madrid)                     | Luís Figo (FC Barcelona)             |
| 2001 | Raúl (Real Madrid)                     | Luís Figo (Real Madrid)              |
| 2002 | Raúl (Real Madrid)                     | Zinédine Zidane (Real Madrid)        |
| 2003 | Xabi Alonso (Real Sociedad)            | Nihat Kahveci (Real Sociedad)        |
| 2004 | Vicente Rodríguez (FC Valencia)        | Ronaldinho (FC Barcelona)            |
| 2005 | Xavi (FC Barcelona)                    | Juan Román Riquelme (FC Villarreal)  |
| 2006 | David Villa (FC Valencia)              | Ronaldinho (FC Barcelona)            |
| 2007 | Santi Cazorla (Recreativo Huelva)      | Lionel Messi (FC Barcelona)          |
| 2008 | Marcos Senna (FC Villarreal)           | Sergio Agüero (Atlético Madrid)      |
| 2009 | Andrés Iniesta (FC Barcelona)          | Lionel Messi (FC Barcelona)          |
| 2010 | Borja Valero (RCD Mallorca)            | Lionel Messi (FC Barcelona)          |

## El País (1990–2002)
| Jahr | Bester spanischer Spieler                               | Bester spanischer Nachwuchsspieler                                                                   | Bester ausländischer Spieler                          |
| ---- | ------------------------------------------------------- | --- | ----------------------------------------------------- |
| 1990 | Manolo Sanchís (Real Madrid)                            | Luis Milla (FC Barcelona)                                                                            |                                                       |
| 1991 | Jon Andoni Goikoetxea (FC Barcelona)                    | Luis Enrique (Sporting Gijón)                                                                        |                                                       |
| 1992 | Manolo (Atlético Madrid)                                | Pep Guardiola (FC Barcelona)                                                                         | Christo Stoitschkow (FC Barcelona)                    |
| 1993 | Míchel (Real Madrid)                                    | Julen Guerrero (Athletic Bilbao)                                                                     | Michael Laudrup (FC Barcelona)                        |
| 1994 | Julen Guerrero (Athletic Bilbao)                        | Sergi (FC Barcelona)                                                                                 | Michael Laudrup (FC Barcelona) Romário (FC Barcelona) |
| 1995 | José Emilio Amavisca (Real Madrid)                      | José Emilio Amavisca (Real Madrid)                                                                   | Iván Zamorano (Real Madrid)                           |
| 1996 | José Luis Caminero (Atlético Madrid) Raúl (Real Madrid) | Iván de la Peña (FC Barcelona) Fernando Morientes (Real Saragossa) Jordi Lardín (Espanyol Barcelona) | Predrag Mijatović (FC Valencia)                       |
| 1997 | Fernando Hierro (Real Madrid) Raúl (Real Madrid)        | Iván de la Peña (FC Barcelona)                                                                       | Ronaldo (FC Barcelona)                                |
| 1998 | Luis Enrique (FC Barcelona)                             | Albert Celades (FC Barcelona)                                                                        | Rivaldo (FC Barcelona)                                |
| 1999 | Raúl (Real Madrid)                                      | Xavi (FC Barcelona)                                                                                  | Rivaldo (FC Barcelona)                                |
| 2000 | Raúl (Real Madrid)                                      | Gerard López (FC Valencia)                                                                           | Luís Figo (FC Barcelona)                              |
| 2001 | Raúl (Real Madrid)                                      | Javi Moreno (Deportivo Alavés)                                                                       | Luís Figo (Real Madrid)                               |
| 2002 | Diego Tristán (Deportivo La Coruña)                     | Joaquín (Betis Sevilla)                                                                              | Zinédine Zidane (Real Madrid)                         |

## Marca (seit 2008)

### Männer
Siehe auch: Alfredo-Di-Stéfano-Trophäe
| Saison  | Bester Spieler                       |
| ------- | ------------------------------------ |
| 2007/08 | Raúl (Real Madrid)                   |
| 2008/09 | Lionel Messi (FC Barcelona)          |
| 2009/10 | Lionel Messi (FC Barcelona)          |
| 2010/11 | Lionel Messi (FC Barcelona)          |
| 2011/12 | Cristiano Ronaldo (Real Madrid)      |
| 2012/13 | Cristiano Ronaldo (Real Madrid)      |
| 2013/14 | Cristiano Ronaldo (Real Madrid)      |
| 2014/15 | Lionel Messi (FC Barcelona)          |
| 2015/16 | Cristiano Ronaldo (Real Madrid)      |
| 2016/17 | Lionel Messi (FC Barcelona)          |
| 2017/18 | Lionel Messi (FC Barcelona)          |
| 2018/19 | Lionel Messi (FC Barcelona)          |
| 2019/20 | Karim Benzema (Real Madrid)          |
| 2020/21 | Luis Suárez (Atlético Madrid)        |
| 2021/22 | Karim Benzema (Real Madrid)          |
| 2022/23 | Marc-André ter Stegen (FC Barcelona) |

### Frauen
| Saison  | Beste Spielerin                       |
| ------- | ------------------------------------- |
| 2016/17 | Sonia Bermúdez (Atlético Madrid)      |
| 2017/18 | Ángela Sosa (Atlético Madrid)         |
| 2018/19 | Ángela Sosa (Atlético Madrid)         |
| 2019/20 | Alexia Putellas (FC Barcelona)        |
| 2020/21 | Caroline Graham Hansen (FC Barcelona) |

## LFP (2009–2016)
Siehe auch: LFP Awards
| Saison  | Bester Spieler                      | Bester Nachwuchsspieler            |
| ------- | ----------------------------------- | ---------------------------------- |
| 2008/09 | Lionel Messi (FC Barcelona)         | Sergio Busquets (FC Barcelona)     |
| 2009/10 | Lionel Messi (FC Barcelona)         | David de Gea (Atlético Madrid)     |
| 2010/11 | Lionel Messi (FC Barcelona)         | Iker Muniain (Athletic Bilbao)     |
| 2011/12 | Lionel Messi (FC Barcelona)         | Isco (FC Málaga)                   |
| 2012/13 | Lionel Messi (FC Barcelona)         | Asier Illarramendi (Real Sociedad) |
| 2013/14 | Cristiano Ronaldo (Real Madrid)     | Rafinha (Celta Vigo)               |
| 2014/15 | Lionel Messi (FC Barcelona)         | nicht vergeben                     |
| 2015/16 | Antoine Griezmann (Atlético Madrid) | Marco Asensio (Espanyol Barcelona) |